# We Are The Dwarves
We Are The Dwarves (укр. «Ми є гноми») — відеогра в жанрі рольової тактики реального часу з активною паузою, розроблена українською студією Whale Rock Games. Випущена 26 лютого 2016 року для ОС Windows, Linux та Mac, 24 лютого 2017 для Xbox One і 28 березня 2017 для PlayStation 4.
Сюжет оповідає про подорожі трьох дворфів (гномів) небезпечними підземеллями в пошуках сяйливих каменів-зірок, що є джерелом життя для їхніх кланів.

## Ігровий процес

Дворфи у бою з піратами

Гравець керує персонажами-дворфами, вказуючи мишкою або з геймпада куди обраному персонажу рухатися і які дії виконувати. Бої відбуваються в реальному часі, але гравець може в будь-який момент активувати паузу, за якої час сповільнюється, і обдумати команди. На екрані постійно відображується інформація про стійку бійця, рівень здоров'я, броні, доступні здібності та унікальну здібність, яку дає зірка клану, до якого належить дворф. Стійки визначають поведінку персонажа: нічого не робитиме, атакуватиме близьких ворогів, або атакуватиме і переслідуватиме всіх.
Кожен з трьох ігрових персонажів має унікальні здібності, які задають його роль у бою. Так, Форсер знається на техніці. Він має різні типи пострілів з дробовика-бомбарди, може підкидати приманки, обстрілювати ворогів навісом і створювати силове поле. Смешфіст витривалий і безстрашний, ефективний у ближньому бою, маючи різні прийоми, а також здатний тимчасово кам'яніти, стаючи майже невразливим. Тінь покладається на маскування та хитрощі: миттєво переноситься між сховками, створює димову завісу і зону тиші.
Гравець може одночасно керувати кількома персонажами та призупиняти гру, аби розподілити завдання між дворфами. Дворфи одягнені в скафандри, які гравець може ремонтувати і вдосконалювати, даючи нові здібності. Для цього використовуються «енергоруда», «зоряна кора» (в ранніх версіях) і «дворфійський камінь». Ремонт і вдосконалення, так само як і збереження прогресу, відбувається в місцях, позначених Рунним каменем. Вкладаючи знайдені породи та мінерали в скафандр, гравець відновлює броню, дає нові можливості дворфу. Точки обстеження дозволяють отримати більше інформації про світ, конкретну печеру, але їх відвідування необов'язкове. Лікування відбувається поблизу спеціальних Каменів життя, які впродовж кількох секунд після активації відновлюють здоров'я всіх істот поблизу (в тому числі ворогів).
Вороги здатні помічати присутність персонажів гравця по-різному: деякі з супротивників реагують на рух, інші на шум чи запах. Гравець здатний бачити поле зору ворогів, затискаючи клавішу Alt. Якщо один з дворфів знепритомнів, втративши запас здоров'я, інші можуть його отямити, але за обмежений час, який показується заповненням спеціальної шкали. Поборовши всіх ворогів у печері, дворфи можуть перейти до наступної.
У грі наявний довідник з підказками та зібраною в подорожах інформацією, поділеною на категорії. Так «Спелеологія» описує відвідані місця, «Етнологія» розповідає про розумних мешканців печер, «Бестіарій» містить відомості про тварин, а «Гемологія» — про корисні породи й мінерали, які можна знайти в подорожах.

## Сюжет
У світі безкрайніх товщ каменю і порожнин з тунелями живуть три клани дворфів. Світилами там слугують сяйливі камені-зірки, які дають життя в темряві. Червоні камені своїм промінням дають силу й витривалість, жовті — розуміння механізмів, а сині — відкривають магічні здібності.
З часом три зірки відповідних кланів згасають і дворфи починають «космічну» програму, споряджають корабель-бур до ще недосліджених висохлих надр стародавнього океану. Однак він стикається з невідомим об'єктом і зазнає аварії в небезпечній частині камінного всесвіту. Дворфам доводиться поодинці шукати спосіб врятувати обладнання з корабля і шукати одне одного, щоб врешті виконати свою місію.

### Перша глава
Форсер, озброєний дробовиком, опиняється серед лабіринтів скель і коріння з пошкодженим скафандром. В пошуках засобів для ремонту і друзів він стикається з дикунами свистунами, що населять ці землі. Форсеру вдається вийти на зв'язок зі Смешфістом, який встиг катапультуватися, але корабель завис у гравітаційній аномалії. Дворфи домовляються зустрітися і знайти джерело аномалії, щоб дістати з неї корабель.
Смешфіст, маючи сокири, вирушає до місця зустрічі, дорогою збираючи уламки корабля. Його шлях пролягає через болота, наповнені комахоподібними агресивними Слугами драгви́. Смешфіст потрапляє в тунелі, де його переслідує королева Слуг драгви, і дворф опиняється в тупику. Форсер тим часом добуває обладнання, яке дозволяє літати в невагомості гравітаційної аномалії. Йому вдається дістати набої до бомбарди, після чого Форсер продовжує пошуки Смешфіста, борючись із дикунами і тваринами печер. Врешті він визволяє Смешфіста і обоє ідуть болотами шукати причину аномалії. Дворфи відкривають існування зоряного паразита, істоти, яка живиться енергією зірки та створює навколо себе невагомість. Форсер розстрілює паразита з бомбарди, гравітаційна аномалія зникає, від чого корабель дворфів падає в глибини печер. Але ударна хвиля, яку наостанок випускає істота, скидає туди ж і дворфів.

### Друга глава
Тим часом Тінь після катапультування опинився в полоні піратів, які відібрали його спорядження і кинули до клітки, підвішеної над прірвою. Однак у скафандрі Тіні залишилися системи для миттєвого перенесення між укриттями, якими він і користується для втечі.
Тіні доводиться потайки пробиратися повз охорону, збираючи вкрадене обладнання і відновлюючи можливості скафандра. За якийсь час дворф зустрічає полоненого караванника, захопленого піратами. Вони домовляються допомогти одне одному, Тінь визволяє полоненого та приводить його до інших вцілілих з його каравану. Ті розповідають, що бачили місце падіння корабля дворфів, але сили піратів, які охороняють підступи туди, надто великі. Зв'язавшись з Форсером і Смешфістом, Тінь розповідає все, що дізнався. Дворфи вирішують допомогти караванникам повернути інших полонених та їхніх велетенських в'ючних кротів у обмін на проведення до місця падіння корабля.
Зустрівшись в домовленому місці, дворфи відбирають в піратів ключі від брами їхнього табору. Та полонених переводять до напівзруйнованого міста, де засіли пірати. Подальший шлях пролягає до міста через болота і корені. На болотах на дворфів нападає велетенська комаха Воїн драгви, а потім на заваді стають піратські слідопити, які намагаються вистежити вцілілих караванників. Врешті троє дворфів добираються до головних воріт міста, знищують охорону і визволяють караван.
Та дворфів переслідує потривожена ними Королева драгви, загрожуючи повбивати всіх у місті. Форсер, Смешфіст та Тінь виходять на бій з Королевою і її роєм, в якому здобувають перемогу. Караванники приводять дворфів до корабля і допомагають витягнути його з драговини. Дворфи готуються почати ремонт і продовжити свою місію, але Тінь раптом відчуває якусь темну силу, констатуючи, що це не віщує нічого доброго.

## Розробка
We Are The Dwarves стала першим незалежним проектом Whale Rock Games. Розробка гри тривала 2 роки силами команди з 18 осіб. Дехто з розробників вже мав досвід роботи над відеоіграми, зокрема українськими. Джерелами натхнення працівники Whale Rock Games пізніше називали такі ігри як The Lost Vikings і Commandos. Проект отримав «зелене світло» на платформі Steam Greenlight, кампанія зі збору коштів на Kickstarter стартувала 27 червня 2014 року.
Збори коштів провалилися і були скасовані 11 липня 2014 року, зібравши менше $49028 зі 120000 запитаних. Внески зробили 610 чоловік. Проте розробка не припинилася і 20 лютого 2016 року Whale Rock Games повідомили, що все ж випустять гру, розробка якої практично завершена.
Рішення створити гру про дворфів виникло з думки про те, що ці істоти мало фігурують у відеоіграх як головні герої. Звідси розвинулася ідея про всесвіт печер і товщ каменю, як звичний для дворфів. Однак зображення їх як астронавтів утвердилося в останню чергу. Скафандри було обрано як обґрунтування здібностей персонажів. Вибір головних героїв як дворфів, а не гномів, пояснювався стереотипним образом гнома як схожого на низькорослого дідуся, тоді як дворфи переважно зображаються як кремезні і сильні істоти. Імена персонажів було вигадано впродовж кампанії на Kickstarter, де вони наводилися англійською. В українській локалізації розробники вирішили не перекладати їх, наводячи в транслітерації (крім Shadow — Тінь).
Візуальний стиль впродовж розробки зазнав спрощення, особливо інтерфейс. Початково він мав завитки у шрифтах і більше деталей, зменшення їх кількості відбулася для яскравішого зображення філософії дворфів і контрасту між їхньою технікою та природою. В одному з інтерв'ю артдиректор гри Павло Максименко поділився спогадами, що відпочатку не прагнув до реалізму, схиляючись до спрощеного зображення. Світ гри передбачав багато джерел освітлення, як наслідок використання багатьох шейдерів для створення відповідних ефектів. Рівні створювалися із застосуванням тривимірного скульптингу. В ході роботи між розробниками, не лише дизайнерами та художниками, влаштовувалися змагання з моделювання персонажів, істот, створення текстур.
Бої задумувалися такими, що мають певний «правильний» підхід до перемоги. Баланс сил зорієнтовувався на важку складність, де слід обдумувати розвідку, позиціонування бійців, заглиблюватися у тактику, а не проходження напролом.
Після виходу багато гравців скаржилися на високу складність We Are The Dwarves. Розробники дослухалися до критики і вже через три дні, 29 лютого, було випущено оновлення, яке додало нижчий рівень складності та можливість збереження будь-де за низької складності, а також виправило деякі помилки.
Тривалий час гра не отримувала значних оновлень, але 22 липня 2016 було внесено серйозні зміни в ігровий процес. Гра отримала кооперативний режим проходження, де кілька гравців керують кожен своїм гномом. Зоряну кору було прибрано, ремонт скафандрів тепер потребував тільки енергоруди. Системам скафандра було дано здатність працювати без потреби підзарядки поки не вичерпано відповідний прошарок броні. Крім того було виправлено дрібні помилки і підвищено загальну швидкодію.
У оновленні 29 вересня 2016 додалися нові кооперативні рівні, додатковий рівень заниженої складності. Було вдосконалено графіку, зокрема освітлення, систему часток і геометрію, ігровий баланс і штучний інтелект. У лютому 2017 року гра стала доступною також для консолі Xbox One, а в березні для PlayStation 4.

## Оцінки та відгуки
| Агрегатор    | Оцінка |
| ------------ | ------ |
| GameRankings | 62,73% |
| Metacritic   | 60/100 |

| Видання | Оцінка |
| ------- | ------ |
| IGN     | 7,4/10 |

| Видання | Оцінка |
| ------- | ------ |
| PlayUA  | 70/100 |

Середня оцінка We Are The Dwarves на агрегаторі Metacritic становить 60 балів зі 100 від критиків та 8,2 з 10 від гравців. Середній рейтинг гри на GameRankings — 62,73 % (базується на десяти рецензіях).
Найвищу оцінку, 80 балів зі 100 можливих, дало видання ActionTrip. Його рецензент відзначив, що Whale Rock Games створили доволі жорстку гру з чіткою механікою та чудовим внутрішньоігровим довкіллям. Оцінка від IGN Spain склала 7,4 з 10. Видання назвало гру ретельно опрацьованою стратегією, яка більше нагадує багатокористувацькі ігри, однак обмеженою, де слід знаходити визначений підхід для кожної ситуації. Ресурс GameWatcher зауважив, що світ We Are The Dwarves на диво детальний, стратегії проходження чудові, однак дизайн рівнів настільки обмежений, а труднощі такі важкі, що не приносять задоволення. Найнижче (39/100) We Are The Dwarves оцінило німецьке видання 4Players.de, яке особливо звернуло увагу на нерідкі виявлення дворфів ворогами, коли для цього немає очевидних підстав, і блокування їхніх здібностей через дрібні перешкоди. Крім того була розкритикована німецька локалізація.
Українське розважальне інтернет-видання PlayUA дало We Are The Dwarves 70 балів зі 100. Як один з висновків у огляді стверджувалося: «We Are The Dwarves створена не для розваги чи відпочинку, а для випробування міцності нервів та інтелектуальних здібностей гравців». Також відзначалося, що гра є нетиповою для української відеоігрової індустрії, адже Україна відома перш за все іграми на постапокаліптичну тематику.
Інше українське видання, Opengamer, також позитивно відгукнулося про We Are The Dwarves, зауваживши, що гра подібна на ігри жанру MOBA та навіть перевершує їх цікавістю. Гравець дійсно співпереживає персонажам і гра чудово передає відчуття мандрівників, що опинилися в невідомих землях. Як підсумок говорилося, що We Are The Dwarves безсумнівно вдалася, а концепція гномів у космосі свіжа і заслуговує на подальший розвиток.
Інформаційний ресурс ITC.ua назвав світ We Are The Dwarves достойним фантастичного роману, але розкритикував складність, яка все ж лишилася досить високою навіть після виходу оновлення. Схвалення отримали також візуальний стиль та українська локалізація. Підсумкова оцінка склала 3,5 бали з 5 з вердиктом: «Незвичайний нішевий проект в цікавому сетингу від українських розробників».
У сервісі Steam гра зібрала початково змішані відгуки, зокрема гравці відзначали її складність, але разом з тим і захопливість. Після виходу оновлення, яке додало нижчий рівень складності, вони стали більш схвальними, а згодом піднялися до дуже схвальних.
Версія для Xbox One отримала схвальні оцінки, 80 і 50 балів зі 100 від ICXM та TheXboxHub. У рецензіях відзначався оригінальний всесвіт гри, цікавий сюжет, але як розчарування описувалися повільний темп розвитку подій та часта загибель персонажів.